# Masaya Jitozono
Masaya Jitozono (født 6. september 1989) er en japansk tidligere professionel fodboldspiller.
Han har spillet for flere forskellige klubber i sin karriere, herunder SC Sagamihara.